# Walckierspark
Het Walckierspark (Frans: Parc Walckiers) is een voormalige kasteeltuin in de Helmetwijk van de Brusselse gemeente Schaarbeek. Het park is eind 18e eeuw aangelegd als een Engelse tuin en raakte na 1965 overwoekerd. Sinds 2024 zijn 2 van de 4,5 hectare van het park overdag toegankelijk voor publiek. Er loopt een pad dat deel is van de Groene Wandeling.

## Ligging
Het park is gelegen tussen de Walkiersstraat, de Chaumontelstraat, de Zénobe Grammelaan en de spoorlijn nabij Station Schaarbeek. Het grenst aan het natuurreservaat Moeraske, dat deel uitmaakt van de gemeente Evere.

## Geschiedenis
Het park behoorde in het verleden toe aan het Walckierskasteel.  Het "kasteel van Helmet" lag in de buurt waar vandaag de Franstalige school Institut de la Sainte-Famille d'Helmet zich bevindt. Het kasteeldomein grensde in het oosten aan het dorp Evere en grensde in het zuidwesten aan het domein Monplaisir. Adrien-Ange Walckiers, heer van Drongen, kocht het kasteel van Helmet in 1765. Hij verfraaide het parkdomein en liet in 1765 een Engelse tuin aanleggen bij zijn kasteel. Hierbij zou het gaan om de eerste Engelse tuin van de Zuidelijke Nederlanden.
Rond het einde van de 18de eeuw behoorde het gebied tot de heerlijkheid en parochie Evere. Na de dood van Adrien-Ange Walckiers in 1799 en de verhuis van zijn zoon naar Frankrijk raakte het domein Walckiers verwaarloosd. Doorheen de negentiende eeuw kende het verschillende nieuwe eigenaars.
In 1892 wordt het park van Walckiers aangekocht door een kloostergemeenschap om er een meisjesinternaat te vestigen: de vandaag nog bestaande Franstalige school Institut de la Sainte-Famille d'Helmet. Een deel van het Walckierspark werd later ingenomen door de zich uitbreidende spoorweginfrastructuur. Een ander deel werd vergraven voor de geplande aanleg van een grote invalsweg die er nooit zou komen en vormt nu het natuurreservaat Moeraske.

## Overwoekering en poging tot heraanleg
Het Walckierspark is een park dat in Engelse stijl werd aangelegd. Het park is omstreeks 1965 verlaten. Door gebrek aan onderhoud is het park geleidelijk overwoekerd geraakt, en heeft nu meer de aanblik van een overwoekerd bos. Het centrale gedeelte van het park toont nog sporen van de vroegere aanleg, zoals een grot met obelisk. Daar bevinden zich ook de oudste bomen van het park, waaronder essen, esdoorns, beuken en wilde kastanjes.
In november 2011 diende Leefmilieu Brussel een aanvraag in voor een stedenbouwkundige vergunning voor de heraanleg van het Walckierspark. Het project omvatte een volledige schoonmaak van het park, de aanleg van een pad voor de Groene Wandeling en een speelplein aan de ingang. Het was ook de bedoeling om de Engelse stijl van het park weer te herstellen en het waterpeil op oorspronkelijk niveau terug te brengen. Dat plan schoot in het verkeerde keelgat bij de Milieucommissie Brussel en Omgeving (MOB) en andere natuurorganisaties. Dit zorgde ervoor dat de plannen niet gerealiseerd werden.
Uiteindelijk kwam er alsnog een heraanleg en werd het Walckierspark in 2024 deels opengesteld voor het publiek. 's Nachts blijft het gesloten.